# Escílace
Escílace (en griego, Σκυλάκη) era una antigua colonia griega del Helesponto.
Fue fundada por los pelasgos, al igual que la ciudad de Placia y en tiempos de Heródoto pertenecía a los atenienses.
Plinio el Viejo la sitúa, al igual que Placia, entre la ciudad de Cícico y el río Ríndaco.
En las Argonáuticas de Valerio Flaco se menciona un promontorio de nombre Esciláceo en las proximidades del Ríndaco.